# 新庄子 (龍井區)
新庄子，原寫為新庄仔，地政上為新庄子段，是台灣台中市龍井區的一個傳統地域名稱，位於該區最東端。相較於今日行政區，其範圍大致包括新庄里、新東里、東海里、南寮里不含西南端與龍崗里東部。

## 地理
新東里內包含了現在所稱的東海別墅社區，東海里則為國際城以及後來發展的整個藝術街商圈。

## 歷史
新庄子是1920年時所設之龍井庄下的一個大字行政區，在1935年統計中，有常住人口2134人。該庄北與南勢坑庄相鄰，東北邊為水堀頭庄，東南邊為下七張犁庄，西與龍目井庄、茄投庄相鄰，南邊為井仔頭庄。
1970年代，新庄子舊部落東邊靠近東海大學的土地開始有大量的住宅開發，在1982年時此區應人口增加，從原本的新庄村（現在的里）中分離出新東村。到了1987年，再分出東海村.